# Gender Budgeting
Gender Budgeting, im Sprachgebrauch der Vereinten Nationen gender-responsive budgeting bzw. gendergerechter Haushaltsplan, bedeutet die Etablierung und Durchführung von Maßnahmen innerhalb des Prozesses der Aufstellung von öffentlichen Haushalten (vgl. Haushaltsplan) mit dem Ziel, die tatsächliche Gleichstellung der Geschlechter (englisch: gender) zu fördern und schließlich zu erreichen.
Ein Gender-Budgeting-Prozess besteht aus der Definition von Gleichstellungszielen, der Analyse des bestehenden Haushaltes, z. B. einer Gemeinde, einer Behörde, einer Universität, eines Landes oder Staates, bestehend aus deren Einnahmen (z. B. Steuern, Abgaben) und Ausgaben im Hinblick auf diese Gleichstellungsziele und schließlich den Veränderungen mit dem Ziel der besseren oder schließlich vollständigen Erreichung der Gleichstellungsziele.
In einem weiteren Sinn nimmt der Ansatz des Gender Budgeting außer den staatlichen Einnahmen und Ausgaben auch jene Teile der Ökonomie in den Blick, die in offiziellen Statistiken zu den Aktivitäten bzw. zur Wertschöpfung im Markt- und im Staatssektor sowie im bezahlten Bereich des Dienstleistungssektors nicht enthalten sind. Insbesondere die Zeitverwendung für Arbeit außerhalb des Markt- und Staatssektors (der umfangreiche Bereich der Familienarbeit und der ehrenamtlichen Arbeit) und die Wechselwirkungen zur Budgetpolitik stellen hierbei einen zentralen Ansatzpunkt dar.

## Einordnung
Das Gender Budgeting wird in Europa als Bündel von Maßnahmen, als Teilstrategie der Strategie des Gender-Mainstreaming verstanden, mit der die Gleichstellung der Geschlechter erreicht werden soll. Das österreichische Bundeskanzleramt definiert wie folgt: Gender Budgeting ist somit das finanzpolitische Instrumentarium der gleichstellungspolitischen Strategie des Gender Mainstreaming. Es ist ein wirkungsvolles Analyse- und Steuerungsinstrument, das Geschlechtergerechtigkeit auch durch eine veränderte Haushaltsführung bzw. -politik herstellt.

## Geschichte
Die Idee des Gender Budgeting wurde in Australien entwickelt. Dort wurde 1984 auf Initiative der Ökonomieprofessorin Rhonda Sharp versucht, den Staatshaushalt gerechter zwischen Frauen und Männern aufzuteilen. Die Ideen wurden insbesondere durch die 3. und 4. Weltfrauenkonferenz international rezipiert. Aufgegriffen wurde die Idee von der UNO und dem Europarat.
Unter den deutschsprachigen Ländern fand das Konzept in Österreich die früheste und stärkste Unterstützung. Seit 1. Januar 2009 ist Gender Budgeting in der österreichischen Bundesverfassung verankert.

### Europäische Union
Der Vertrag von Amsterdam von 1999 erklärte die Gleichstellung von Männern und Frauen zu einer Aufgabe der Gemeinschaft (Artikel 2). 2002 beschloss die EU-Finanzministerkonferenz zur Umsetzung des geschlechtergerechten Politik, die Einführung von Gender Budgeting bis 2015 anzustreben. 2004 definierte die Europäische Union Gender Budgeting so:
Gender Budgeting ist eine Anwendung des Gender Mainstreaming im Haushaltsprozess. Es bedeutet eine geschlechterbezogene Bewertung von Haushalten und integriert eine Geschlechterperspektive in allen Ebenen des Haushaltsprozesses. Durch Gender Budgeting werden Einnahmen und Ausgaben mit dem Ziel restrukturiert, die Gleichstellung der Geschlechter zu fördern. (Definition der Europäischen Union, EG-S-GB 2004, RAP FIN prov2, S. 11)

### Situation in Österreich
In Österreich wurde das Ziel, die tatsächlichen Gleichstellung von Frauen und Männern durch eine entsprechende gestaltete Haushaltsführung anzustreben, früh und intensiv aufgegriffen und energisch verfolgt.
- Mit einem ersten Ministerratsbeschluss vom 11. Juli 2000 wurde eine interministerielle Arbeitsgruppe für Gender Mainstreaming (IMAG GM) eingerichtet, um die Strategie des Gender-Mainstreaming auf Bundesebene umzusetzen.
- Mit einem Ministerratsbeschluss vom 3. April 2002 hat die Bundesregierung auf Basis der Empfehlungen der IMAG GM ein Arbeitsprogramm zur Umsetzung von Gender-Mainstreaming für die nächsten Jahre beschlossen.
- Der dritte Gender-Mainstreaming-Ministerratsbeschluss vom 9. März 2004 legte Voraussetzungen für eine zielgerichtete Implementierung von Gender-Mainstreaming auf Bundesebene fest.
- Mit Ministerratsbeschluss vom 5. März 2008 wurde die Anwendung der zwei im Auftrag der Frauenministerin erstellten Leitfäden zur Umsetzung von Gender-Mainstreaming im Rahmen der legistischen Vorhaben und im Bereich der Budgeterstellung beschlossen.
- Mit einem fünften Ministerratsbeschluss vom 6. September 2011 wurden fünf Schwerpunkte zur nachhaltigen Umsetzung von Gender-Mainstreaming festgelegt.[6]

Im Zuge der österreichischen Haushaltsrechtsreform wurde am 1. Januar 2009 Gender Budgeting in der Bundesverfassung verankert. Bund, Länder und Gemeinden haben danach bei der Haushaltsführung die tatsächliche Gleichstellung von Frauen und Männern anzustreben (Artikel 13 Absatz 3 B-VG). Diese Zielbestimmung wird für den Bund ab 1. Januar 2013 mit Einführung der wirkungsorientierten Haushaltsführung noch verstärkt.

### Situation in Deutschland
In Deutschland gab es zunächst nur im Bundesland Berlin seit 2003 systematische Anstrengungen, auf Basis von Gender Budgeting Gleichstellungspolitik zu betreiben. Auch in weiteren Bundesländern gibt es inzwischen Ansätze zur Implementierung. Außerdem gibt es einzelne Städte wie Freiburg, Münster, Köln, Bremen und Hamburg, in denen  Gender Budgeting-Ansätze umgesetzt wird.
2005 wurde eine Machbarkeitsstudie zu Gender Budgeting auf Bundesebene vom Ministerium für Familien, Senioren, Frauen und Jugend in Auftrag gegeben, die 2006 dem Kabinett vorgelegt und veröffentlicht wurde. Auf eine Kleine Anfrage der Fraktion Bündnis 90/Die Grünen antwortete die Bundesregierung 2012 unter anderem:

„„Aus Sicht der Bundesregierung ist „Gender Budgeting“ im Rahmen des Bundeshaushalts kein geeignetes Instrument, um die Gleichberechtigung der Geschlechter durchzusetzen. Vor diesem Hintergrund wurde dieser Ansatz in der laufenden Legislaturperiode nicht weiterverfolgt.““

### Situation in der Schweiz
In der Schweiz bemüht sich die Stadt Basel Gender Budgeting umzusetzen.